# Кушников, Сергей Сергеевич
Сергей Сергеевич Кушников (1765—1839) — петербургский гражданский губернатор (1802—1804), действительный тайный советник (1827), племянник историка Н. М. Карамзина.

## Биография
Из дворянского рода, восходящего к 1-й половине XVI в. Сын помещика Чебоксарского уезда Казанской губ. Сергея Александровича Кушникова от брака с Екатериной Михайловной Карамзиной, старшей сестрой историка.
Образование получил в Сухопутном Шляхетском кадетском корпусе в Санкт-Петербурге, по окончании которого в 1787 выпущен поручиком в армейский полк.
Участник русско-турецкой войны 1787—91. За отличие при штурме Очакова (декабрь 1789) награждён золотым крестом; тогда же познакомился с генерал-аншефом гр. А. В. Суворовым.
В 1799—1800 гг., в чине полковника, состоял старшим адъютантом при генерал-фельдмаршале гр. А. В. Суворове, участвовал во многих сражениях. Известный своей отвагой, он не раз, как вспоминали современники, под огнём неприятеля доставлял приказы главнокомандующего в самую гущу боя.

А. В. Суворов писал посланнику в Баварии барону К. Я. Бюлеру:

Мой настоящий старший адъютант — полковник Кушников, известный Вам лично. Ему поручались все важные дела, причем он исполнял их с неизменным усердием и неутомимостью, чем и заслужил от меня полное одобрение. Вот почему я от всего сердца пожелал бы ему отличия….
С 1800 г. командовал Гренадерским генерала Розенберга полком. В 1801 г., после воцарения императора Александра I, по болезни перешел на гражданскую службу: состоял прокурором Берг-коллегии, затем Московским вице-губернатором. В 1802—04 петербургский губернатор. Во время войн с Францией 1805, 1806—1807 состоял дежурным генералом при главнокомандующем 6-й областью ополчения.
В ноябре 1807 года получил чин тайного советника и с 7 ноября был назначен сенатором. В период с февраля 1808 по 25.02.1810 года председательствовал в диванах Молдавии и Валахии в Яссах. После 25.02.1810 года, поселившись в Москве, присутствовал в московских департаментах Сената.
В 1823 назначен почетным опекуном Московского опекунского совета, управляющим Инвалидным домом и Павловской больницей, а с июня того же года состоял также первенствующим членом Комиссии для строения в Москве храма Христа Спасителя.
В 1826 императором Николаем I был вызван в Санкт-Петербурге и назначен членом Верховного уголовного суда над декабристами.

Из многочисленных членов верховного уголовного суда только четверо говорили против смертной казни: адмирал Мордвинов, ген.-от-инфантерии граф Толстой, ген.-лейт. Эммануэль и сенатор Кушников.— Долгоруков П. В. Князь Сергей Григорьевич Волконский (Некролог)
В 1827 назначен членом Государственного совета и почетным опекуном Петербургского опекунского совета. С 1832 до конца жизни состоял председателем Комиссии прошений. Удостоен всех высших российских орденов, до ордена Св. Апостола Андрея Первозванного включительно (1837). Скончался в Санкт-Петербурге на 74-м году жизни; похоронен на Тихвинском кладбище Александро-Невской лавры.
По свидетельству М. А. Дмитриева, «он был красавец собою, ума основательного, человек просвещенный и добрый… Он… говорил прекрасно по-французски… знал языки: немецкий и италианский; был любимым адъютантом Суворова… и имел много иностранных орденов, которые до войны 12-го года были большою редкостию. Он сам любил Суворова, вспоминал об нем всегда с чувством…».

## Награды
- Крест «За взятие Очакова» (1789)

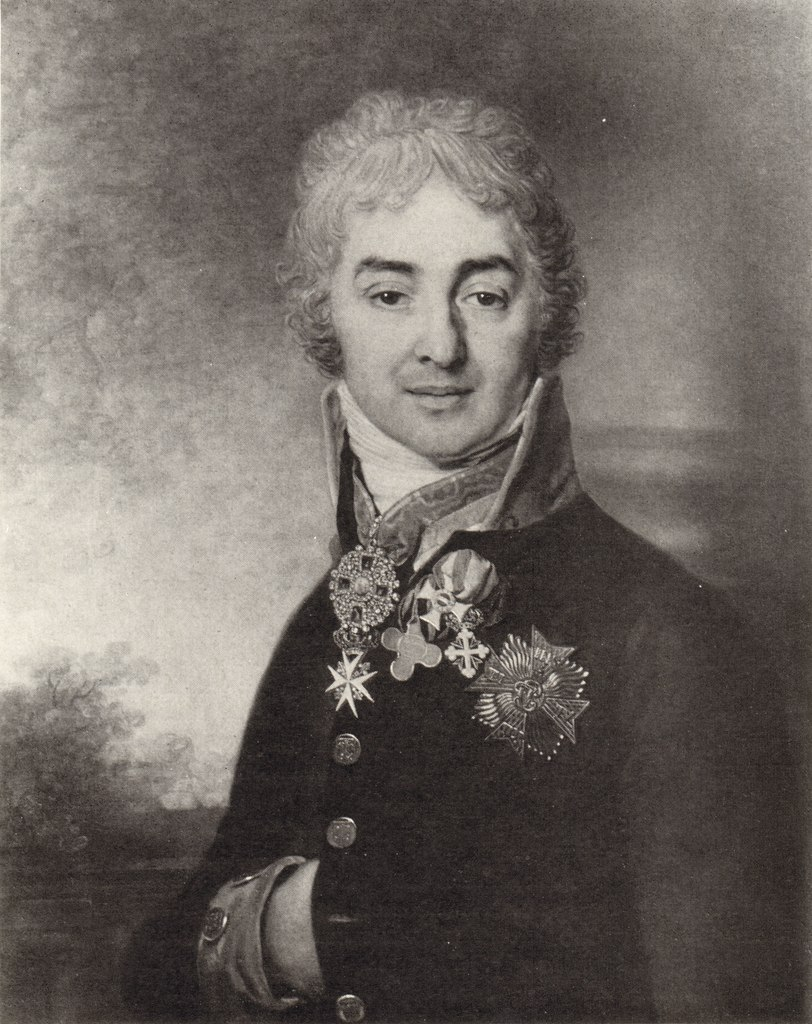
Портрет работы В. Л. Боровиковского, 1803 г.

- Орден Святого Иоанна Иерусалимского, командорский крест (12 июля 1799)[1]
- Орден Святой Анны 2-й степени (6 июня 1799)[2], алмазные знаки к этому ордену (14 сентября 1799)
- Орден Святой Анны 1-й степени (28 октября 1804)[1]
- Орден Святого Владимира 3-й степени (21 августа 1807)[3]
- Орден Святого Александра Невского (22 августа 1826)[3], алмазные знаки к этому ордену (21 апреля 1830)[4]
- Орден Святого Владимира 1-й степени (24 июня 1832)
- Орден Святого Андрея Первозванного (17 апреля 1837)
- Знак отличия беспорочной службы за XXXV лет (22 августа 1828)
- Знак отличия беспорочной службы за XL лет (22 августа 1831)
- Знак отличия беспорочной службы за XLV лет (22 августа 1836)

Иностранные:
- австрийский Орден Марии Терезии 3-й степени (1800)
- сардинский Орден Святых Маврикия и Лазаря, малый крест (итал. Cavaliere di Grazia e Cavaliere di Giustizia) (1800)
- баварский Орден Пфальцского льва (1800)

## Семья
Жена — Екатерина Петровна Бекетова (1772—26.09.1827), одна из наследниц купца-миллионера И. С. Мясникова, дочь полковника Петра Афанасьевича Бекетова (1732—1796), женатого вторым браком на Ирине Ивановне Мясниковой (1741—1825). Москвичка по рождению, Екатерина Петровна большую часть жизни прожила в Москве; её братья — действительный тайный советник Пётр Петрович и известный библиофил и собиратель русских портретов Платон Петрович Бекетовы. Умерла от чахотки, похоронена на кладбище Новоспасского монастыря. В браке имела детей:
- Пётр Сергеевич(1799—1801)
- Елизавета Сергеевна (1800—1828), фрейлина, с 27 сентября 1825 года жена генерал-лейтенанта Н. М. Сипягина.
- Екатерина Сергеевна (1801—23.10.1814[6])
- Александра Сергеевна (1804—04.10.1821[7])
- Софья Сергеевна (1807—1882[источник не указан 1032 дня]), замужем (с 8 ноября 1825 года) за министром внутренних дел Д. Г. Бибиковым.
- Николай Сергеевич (23.06.1810[8]— ?)
- Ольга Сергеевна (1811—1812)
- Надежда Сергеевна (1813—1835)